# MIDI

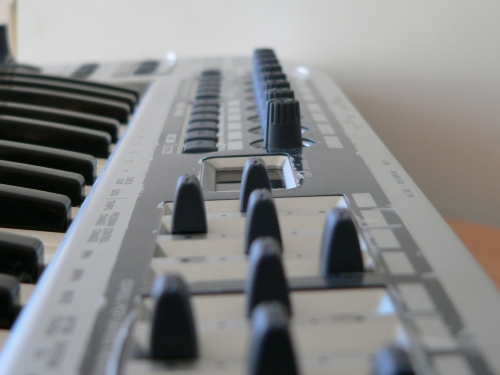
Egy MIDI billentyűzet

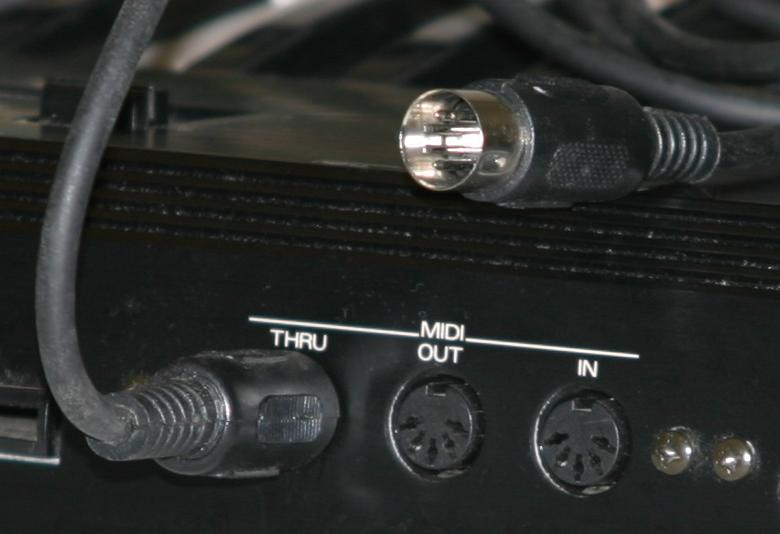
MIDI kábel és aljzatok.

MIDI és optikai jel átalakító

A Musical Instrument Digital Interface  (röviden MIDI) egy szintetizátorok és stúdióeszközök összekötésére alkalmas szabvány. 1980-ban szintetizátorgyártók szövetsége által létrehozott ajánlásként született, később vált szabvánnyá. A specifikációt eredetileg a Dave Smith és Chet Wood, a Sequential Circuits cég alapítója és egyik mérnöke által készített Universal Synthesizer Interface című dokumentum írja le, melyet az 1981-es New York-i Audio Engineering Socity konferencián tettek közzé.
Fizikailag a MIDI aszinkron soros vonali kommunikáció. A zenei események a MIDI protokoll használatával jutnak egyik eszközből a másikba. A MIDI adatok elektronikus tárolására az SMF (Standard Midi File) is alkalmazható. Hangszereléssel kapcsolatos a General MIDI, a Roland GS, valamint a Yamaha XG szabvány. MIDI kompatibilis eszközt számítógéppel összekötve egészen változatos feladatok elvégzése lehetséges. A MIDI hangfájlok viszonylag kevés helyet foglalnak el a gépen, csak néhány kB-ot. Ez annak köszönhető, hogy a MIDI csak a hangmagasságot, ritmust és a lejátszandó hangszert tartalmazza, így a hang kiadása már a MIDI hangeszköz dolga, az MP3-mal, OGG-al  és WAV-val ellentétben, ahol a fájl magát az egész zenét tartalmazza.

## Hangok kódolása

A zenei hangok, frekvencia tartományok és a hozzájuk tartozó MIDI kódok

A MIDI alkalmas változatos hangszínek és hangszerek megszólaltatására